# 螺洲温泉站
螺洲温泉站（福州話：/løy˥˥ ʒieu˥˥ uŋ˥˥ t͡suoŋ˥˧/）位于中华人民共和国福建省福州市仓山区华龙路与仙洲路交叉口北侧，是福州地铁4号线的地铁车站，于2023年8月27日启用。

## 车站结构
螺洲温泉站位于华龙路与仙洲路交叉口北侧地下，整体呈东西走向，总长289米，宽21.3米，深21.5米。车站地下一层为站厅、地下二层为4号线站台，东侧与前锦车辆段接轨。
| 地面层   | 出入口                               |  | 出入口                   |
| 地下一层 | 站厅                                 |  | 票务服务、自动售票机     |
| 地下二层 | 1                                    |  | 4号线 往帝封江（帝封江） |
| 地下二层 | 岛式站台，列车运行方向左侧的车门打开 |  |                          |
| 地下二层 | 2                                    |  | 4号线 往凤凰池（城门）   |

### 出入口与周边
| 螺洲温泉站出入口信息        | 螺洲温泉站出入口信息 | 螺洲温泉站出入口信息 | 螺洲温泉站出入口信息 |
| --------------------------- | -------------------- | -------------------- | -------------------- |
|                             |                      |                      |                      |
| 编号                        | 设施                 | 位置                 | 接驳交通             |
| 出口 · A                    |                      | 车站东北口           |                      |
| 出口 · C                    |                      | 车站西南口           |                      |
| 出口 · D                    |                      | 车站东南口           |                      |
| 注： 设有电梯 \| 设有卫生间 |                      |                      |                      |

## 历史
- 2017年6月29日，福建省发展和改革委员会批复《福州市城市轨道交通4号线一期工程可行性研究报告》（闽发改网审交通〔2017〕103号），福州地铁4号线在螺洲大桥东侧、螺洲新城北侧设螺洲镇站。[3]
- 2021年10月9日，螺洲温泉站主体结构封顶。[2]
- 2023年8月23–25日，螺洲温泉站开启免费试乘活动。[4]
- 2023年8月27日，螺洲温泉站启用。[1]